# 13641 de Lesseps
13641 de Lesseps (tên chỉ định: 1996 GM20) là một tiểu hành tinh vành đai chính. Nó được phát hiện bởi Eric Walter Elst ở Đài thiên văn La Silla ở Chile ngày 15 tháng 4 năm 1996. Nó được đặt theo tên Barthélemy de Lesseps, a French diplomat, writer, và scientific explorer of the 18th và 19th centuries.